# La donna del ranchero
La donna del ranchero (Valerie) è un film del 1957 diretto da Gerd Oswald.
È un western statunitense con Sterling Hayden e Anita Ekberg.

## Produzione
Il film, diretto da Gerd Oswald su una sceneggiatura di Laurence Heath e Emmett Murphy, fu prodotto da Hal R. Makelim tramite la Hal R. Makelim Productions e girato nell'Iverson Ranch a Chatsworth, Los Angeles, e nei RKO-Pathé Studios a Culver City, California, dal 10 dicembre 1956. Il brano della colonna sonora Valerie fu composto da Albert Glasser e Hal Richards.

## Distribuzione
Il film fu distribuito con il titolo Valerie negli Stati Uniti dal 1º agosto 1957 al cinema dalla United Artists.
Altre distribuzioni:
- in Finlandia il 7 febbraio 1958 (Valerie)
- in Svezia il 17 luglio 1958 (Fresterskan)
- in Germania Ovest nel gennaio del 1959 (Der Sadist)
- in Portogallo l'11 maggio 1959 (A Última Sentença)
- in Austria nel dicembre del 1959 (Der Sadist)
- in Danimarca il 21 marzo 1960 (Farlig kvindes alibi)
- in Brasile (Valerie)
- in Grecia (I gynaika tou pothou)
- in Italia (La donna del ranchero)

## Promozione
Le tagline sono:
- Was she guilty of the sins for which she stood accused?
- EKBERG! She's Too Much Woman For One Man To Handle...Too Much Trouble For One Town To Hold...as 'VALERIE"
- EKBERG is the hottest tornado that ever ripped through the West as "VALERIE"
- No Body Ever Turned It On Like EKBERG as "VALERIE"